# Kabataş (Istambul)
Kabataş ("pedra" em turco) é um bairro de Istambul, Turquia, situado no limite do distrito de Beyoğlu, na margem europeia do Bósforo imediatamente acima de Tophane e abaixo de Beşiktaş. Por vezes referido como a zona costeira de Fındıklı, o bairro que ocupa a encosta abaixo da Praça Taksim, Kabataş é um importante nó de transportes da cidade, pois aí se situa o funicular F1, entre Taksim e Kabataş, o terminal da linha de elétricos rápidos T1, entre Kabataş e Zeytinburnu, e um cais de ferryboats com ligações a Eminönü, no Corno de Ouro, e Karaköy, Pendik, Kartal e as Ilhas dos Príncipes, no lado asiático.
A área era conhecida em grego como Aiantion, Petra Thermatis e Butharion. O primeiro nome deve-se a um templo dedicado a Ájax que ali teria existido. Conta-se que o nome em turco do bairro (pedra) se deve uma grande rocha que ali existia. Segundo algumas fontes, essa pedra teria ido ali parar devido a uma grande explosão num armazém de pólvora que fez cair pedras em vários pontos da cidade, tão longíquos como a Torre de Leandro, matando 5 ou 6 mil pessoas.
O primeiro serviço de ferryboats de carros de Istambul ligou Kabataş a Harem, no distrito de Üsküdar, no lado asiático da cidade.
Entre os atrativos do bairro encontram-se o Parque Fındıklı, situado à beira-mar, ao lado da Universidade de Belas Artes Mimar Sinan e decorado com esculturas contemporâneas, a Mesquita de Molla Çebeli, uma obra do século XVI da autoria do arquiteto imperial Mimar Sinan, a Mesquita de Avni Bey (ou de Kabataş), do século XVII, a fonte de Koça Yusuf Paşa, a Mansão Kazasker Ebusuud Efendi e o liceu masculino de Kabataş, uma escola secundária fundada em 1908. Muito perto do bairro, mas situados em Beşiktaş, situam-se o palácio e a Mesquita de Dolmabahçe de Dolmabahçe (também conhecida como Mesquita Bezmialem Valide Sultan) e o estádio İnönü (Fiyapı İnönü Stadyumu).